# Kenneth II
Kenneth II, Gaelisch: Cináed mac Maíl Coluim (?, ? – Angus, 995), tweede zoon van Malcolm I, was koning van Alba gedurende vierentwintig jaren. Hij volgde in 971 zijn achteroom Culen op.

## Vrede met Engeland
Ten tijde van zijn regering was Edgar koning van Engeland, een land dat vrede kende dankzij Sint-Dunstan; de Deense wetten waren onderdrukt en een grote vloot bewaakte de kusten. In Yorkshire en Northumbria waren de Deense wetten nog toegestaan. Handel met het Europese vasteland floreerde.
Volgens de Anglo-Saxon Chronicle sloten Kenneth en Edgar een vredesverdrag ten tijde van een grote conferentie in Chester in 977 waarbij zes koningen betrokken waren (de anderen waren Noors of Wels), die elkanders bondgenoten op zee en op land zouden zijn. Edgar schonk naast een grote hoeveelheid goud en edelstenen ook Lothian aan Kenneth. Dit laatste moet hoogstwaarschijnlijk worden opgevat als een erkenning van de claim die Kenneth had op de oostelijke laaglanden van Schotland, dat sinds de Slag van Nechtansemere voornamelijk onder controle van de Schotten en de Picten was geweest. Afgezien van enkele Schotse invallen in Northumbria bleef de vrede met Engeland bewaard.
Onder het bewind van Kenneth werden de kronieken van Alba opgesteld. Kenneth stichtte het klooster van Brechin.

## Machtspositie
Het koninkrijk van Kenneth II liep van de Tweed tot aan de Pentland Firth. Strathclyde was een vazalstaat en hoewel er Noorse nederzettingen waren in Caithness werd Kenneth II ook erkend als leenheer door de heren van Caithness. In 977 onderdrukte Kenneth een opstand van Amlaib, broer van Culien.
Koning Harald I van Noorwegen had formeel de Orkneyeilanden en de Shetlandeilanden geannexeerd, maar had geen macht op het vasteland. Dit bleek onder andere toen Torf Einar, earl van Orkney, Halfdan Halegg, een zoon van de Noorse koning doodde en naar Caithness vluchtte om aan de wraak van de koning te ontkomen. Tussen 970 en 995 was er geen koning van Noorwegen en werd dat land door earl Haakon geregeerd. Sigurd was toen earl van Orkney en mormaer van Caithness. Sigurd beschouwde zich als eigen baas en voerde ook plundertochten uit naar Sutherland, Ross en Moray. Macbeth, een voorouder van Macbeth van Schotland, mormaer van Moray, probeerde, samen met de Vikingen van IJsland, Sigurd te verdrijven, maar werd in de Slag van Skidmoor verslagen.

## De slachting op Iona
Tijdens het vijftiende jaar van Kenneths regering werd een Deense invasie van Dalriada gestopt, waarbij 140 gevangenen werden opgehangen. Iona werd zwaar geteisterd; tijdens de kerst van 986 werd het eiland door de Denen geplunderd en werden de abt en vijftien monniken gedood. Volgens de Annals of Ulster werden het jaar erop de 360 Denen, die Iona geplunderd hadden, afgeslacht. Waarschijnlijk had deze schennis van het columbiaanse christendom niet alleen de Kelten geschokt, maar ook de christelijke Noren van Dublin en van de Hebriden.

## Dood
Kenneth II werd vermoedelijk vermoord in 995 in Fettercairn (Angus), maar de omstandigheden van zijn overlijden zijn niet duidelijk. Hij zou zijn vermoord door Finella, dochter van Cuncar, mormaer van Angus, omdat Kenneth haar zoon gedood zou hebben. Kenneth is begraven op Iona.

## Nakomelingen
Kenneth was getrouwd met een onbekende vrouw en was vader van Malcolm II van Schotland.
In de oorlog om de opvolging wist Constantijn III, zoon van Culen de troon te bemachtigen.
- Gemeinsame Normdatei: 1023612283
- Virtual International Authority File: 316739403